# Brigitte Mohnhaupt
Brigitte Margaret Ida Mohnhaupt (ur. 24 czerwca 1949 w Rheinberg) – lewicowa terrorystka, członkini Frakcji Czerwonej Armii (RAF), jedna z najważniejszych osób tzw. „drugiej generacji” RAF, odpowiedzialna za organizowanie i wykonanie wielu zamachów.

## Życiorys
Kontakty lewicowe nawiązała w trakcie studiów, na wydziale filozoficznym Uniwersytetu w Monachium. Wraz z przyjacielem Rolfem Heißlerem – późniejszym członkiem RAF – wstąpiła do lewicowej komuny.
W 1971 przyłączyła się do RAF. Odpowiadała za sprawy organizacji, logistyki i zaopatrzenia w broń. 9 czerwca 1972 została aresztowana i skazana na cztery lata i sześć miesięcy więzienia. Dodatkowo dostała dwa miesiące aresztu. Uważano ją wówczas za jedną z ważnych członkiń RAF, współpracowniczkę Andreasa Baadera, Gudrun Ensslin i Jana-Carla Raspe. Na przykład zamachy bombowe na żołnierzy amerykańskich w maju 1972 uzasadniała tym, że Zachodnie Niemcy stały się kolonią USA i centrum amerykańskiego imperializmu. Ostatnie miesiące odbywania kary spędziła w więzieniu w Stuttgarcie, gdzie spotykała się z Andreasem Baaderem, Gudrun Ensslin i innymi członkami RAF.
Po wyjściu z więzienia 8 lutego 1977 nawiązała kontakt z pozostałymi członkami RAF, w tym Christianem Klarem. Stanęła na czele organizacji, przygotowując plany uwolnienia więzionych towarzyszy.
7 kwietnia 1977 brała udział w zamachu na Siegfrieda Bubacka. 30 lipca 1977 zastrzeliła wraz z Christianem Klarem Jürgena Ponto. Organizowała atak na siedzibę prokuratora generalnego w Karlsruhe. Była inicjatorką porwania i zamordowania Hannsa Martina Schleyera (poddanego uprzednio torturom) oraz jego czterech współpracowników.
Po tej akcji wyjechała do Paryża i Bagdadu. 11 maja 1978 została aresztowana w Jugosławii, wraz z innymi terrorystami (Sieglinde Hofmann, Rolf Clemens Wagner, Peter-Jürgen Boock). Po tym, jak władze RFN nie zgodziły się na wymianę więźniów, pozwolono jej wyjechać do Adenu w Jemenie.
W 1979 wróciła do Europy i zorganizowała zamach na Alexandra Haiga. W lecie tego roku przeniosła kwaterę RAF do Paryża i wraz z Sieglinde Hofmann prowadziła rozmowy z Czerwonymi Brygadami w celu przeprowadzania wspólnych akcji.
W 1980 usiłowała zintegrować resztę członków Ruchu 2 Czerwca z RAF-em (w tym Inge Viett i Juliane Plambeck) i załatwić terrorystom (m.in. Susanne Albrecht i Silke Maier-Witt) pobyt w NRD. Na początku 1981 wróciła do RFN i wzięła udział w zamachu na generała Fredericka Kroesena.
Została aresztowana 11 listopada 1982 i skazana na dożywocie. 25 marca 2007 została zwolniona z więzienia. Miała wówczas 58 lat. Wraz z Christianem Klarem była jednym z najdłużej przetrzymywanych w więzieniu członków RAF. Po opuszczeniu zakładu karnego znajduje się pod dozorem policji.